# Telonemia
Telonemia é um filo de eucariontes unicelulares recém descrito. Tem uma importância evolucionária significativa sendo considerada a forma transicional entre os organismos heterotróficos e fotossintéticos do clado Chromalveolata.
Reeb e colaboradores classificam o grupo no supergrupo SAR. Análises filogenéticas de 127 genes colocam o Telonemia junto com o Centroheliozoa no grupo da Cryptophyta e Haptophyta

## Espécies
Embora apenas duas espécies tenham sido formalmente descritas, sequências de DNA coletadas em águas marinhas sugerem haver mais espécies ainda não estudadas.
- Telonema antarctica Thomsen 1992
- Telonema subtile Griessmann 1913 (sinônimo Telonema subtilis Griessmann, 1913)[6]